# Ognjen Koroman
Ognjen Koroman (kyrillisch: Огњен Короман) (* 19. September 1978 in Pale, Jugoslawien) ist ein serbischer Fußballspieler.
Ognjen Koroman ist Mittelfeldspieler und spielt bevorzugt die Position des Rechtsaußen. Er kam nach den Stationen FK Radnički Kragujevac und Spartak Subotica im Jahr 2000 zum OFK Belgrad. 2002 wechselte Koroman nach Russland zu FK Dynamo Moskau und 2003 zu Krylja Sowetow Samara. 2005 schloss er sich dem tschetschenischen Verein Terek Grosny an, der allerdings auch in der russischen Liga spielt und seine Heimspiele aufgrund des Tschetschenienkonfliktes auf russischem Boden austrägt. Anfang 2006 wechselte Koroman auf Leihbasis in die englische Premier League zum FC Portsmouth und Mitte 2006 zum FK Roter Stern Belgrad. 2007 hat er einen Dreijahresvertrag mit Roter Stern Belgrad unterschrieben. 2009 wechselte aufgrund von Differenzen mit dem alten Klubvorstand nach Korea, kehrte aber bereits nach einem Jahr zu Roter Stern Belgrad zurück. Er unterschrieb einen Zweijahresvertrag.
Sein Debüt für die serbisch-montenegrinische Fußballnationalmannschaft gab er im Jahr 2002 im Spiel gegen Mexiko. Seitdem stand er in 25 Länderspielen auf dem Platz und erzielte dabei sechs Tore. Ognjen Koroman stand zudem im Kader für die Weltmeisterschaft 2006 in Deutschland.